# Красноярский шёлковый комбинат
Красноярский шёлковый комбинат имени 50-летия СССР (в 1992—2007 годах — ОАО «Шелен») — бывшее предприятие текстильной промышленности в городе Красноярске. До 1990-х годов комбинат был крупнейшим предприятием страны и единственным подобным на территории Сибири и Дальнего Востока. С 1990-х годов становится крупнейшим подобным предприятием в СНГ вплоть, до своего закрытия.

## История

### Строительство комбината
Строительство шёлкового комбината в городе Красноярске производилось на площадке, на которой ранее было начато строительство хлопчато-бумажного меланжевого комбината. Распоряжением Совета Министров СССР от 14 августа 1951 года и приказом Министра лёгкой промышленности СССР от 17 августа 1951 года строительство меланжевого комбината было прекращено и его площадка была передана для строительства шёлкового комбината. Проектное задание на строительство шёлкового комбината в Красноярске было разработано ГПИ-1 в 1952 году и утверждено распоряжением Совета Министров СССР от 17 июля 1952 года.
Впоследствии был разработан технический проект строительства первой очереди комбината в составе хлопко-прядильного и шелко-крутильного производства с некоторыми вспомогательными зданиями и сооружениями. В 1955 году Министерство лёгкой промышленности СССР утвердило технический проект. Строительство комбината велось генеральным подрядчиком трестом «Красноярскпромстрой».

### Деятельность предприятия
1 мая 1957 года комбинат начал свою работу. В этом же году произведён выпуск первой продукции — подкладочной саржи. Оборудование на комбинат поступало как с советских производств, так и из зарубежных стран. В 1969 году на одном из цехов вместо устаревших к тому времени ткацких станков «АТ-100» устанавливаются сотни новых пневматических, созданных совместно советскими и чехословацкими специалистами.
Постепенно предприятие развивалось. На комбинате действовало пять цехов, число работников на предприятии составляло около 5000 человек. Комбинат имел весь комплекс производств по переработке сырья и дизайну. Ассортиментный ряд насчитывал десятки артикулов и сотни рисунков.
Объём производства тканей увеличивался на 5,4 млн метров в год за счёт повышения производительности труда. Тканям семи артикулов присвоен государственный Знак качества. На проходившей в 1972 году ярмарке в Лейпциге ткань «Хакасия» была удостоена Большой золотой медали. Красноярскими тканями были декорированы залы и холлы гостиницы «Россия» в Москве и советская часть здания Совета Экономической Взаимопомощи.
Продукция также поставлялась за рубеж. По всей стране были известны ткани «Эвенкия», «Северянка», «Ангара», «Сибирь». Плюш, который ценили узбеки, производился на сырьё из Узбекистана и поставлялся туда же.
В 1972 году Красноярскому шёлковому комбинату было присвоено имя 50-летия СССР, а в 1974 году — звание «Предприятие высокой культуры».
Была налажена связь с Манским совхозом, который поставлял на комбинат мясо. Были построены теплицы, где выращивали лук, огурцы, капусту, цветы для работников предприятия. Построили овощехранилище на 400 тонн. С 1957 по 1991 год предприятие построило много социальных объектов: детские сады, училище, общежитие на 600 мест. На работу и домой сотрудников развозили собственные автобусы. В Берёзовском районе была своя турбаза.
В середине 1980-х годов на комбинате действовало четыре основных производства: ткацкое, крутильно-ткацкое и два красильно-отделочных. Комбинат вырабатывал ткани 42 артикулов пяти групп: платьевой, подкладочной, ворсовой, корсетной и декоративной, а также 5 номеров швейных лавсановых ниток.

### Закрытие
8 апреля 1992 года в связи с приватизацией и акционированием Красноярский шёлковый комбинат преобразован в открытое акционерное общество и получил новое наименование «Шелен» (Шёлк Енисея).
В условиях новых экономических отношений 1990-х годов начался спад производства. Продукции производилось меньше, многие цеха опустели. Продукция комбината ещё продавалась — большая часть за пределами Красноярского края. В основном это была европейская часть России и Сибирь. Однако с ростом энерготарифов красноярские ткани стали менее конкурентоспособными, что заставило руководство компании переключиться на Дальний Восток.
С начала 2000-х годов начались тяжёлые времена для комбината. В это время работал только один цех, остальные были заброшены. С июля по август 2001 года производство было остановлено из-за отсутствия рынка сбыта. Но в сентябре того же года работа предприятия снова возобновилась.
В 2006 году началась процедура банкротства предприятия, а 2 мая 2007 года оно было ликвидировано. В настоящее время одна часть корпусов предприятия сдана под торгово-офисные помещения, а другая — заброшена.

## Продукция
В состав комбината входили: ткацкое производство № 1 (ткацкие цеха № 1, № 2, № 3) в шедовом корпусе; ткацкое производство № 2 в одноэтажном корпусе крутильно-ткацкого производства; красильно-отделочное производство № 1; служба главного механика; служба главного энергетика.
Комбинат специализировался на производстве подкладочных, ворсовых, декоративных, блузочно-плательных тканей и стал одним из крупнейших производителей шёлка за Уралом, флагманом лёгкой промышленности. Здесь также выпускали жаккардовые, мебельные, портьерные и технические ткани.